# Aaviku (Lääne-Virumaa)
Aaviku è un centro abitato del comune di Haljala, contea di Lääne-Virumaa, in Estonia. Nel 2020 sono stati censiti 10 abitanti.